# La Seine au Pont-Neuf, effet de brouillard
La Seine au Pont-Neuf, effet de brouillard est un tableau réalisé par Albert Marquet en 1906 ou 1907.

## Historique
Cette peinture à l'huile sur toile est conservée au Musée des beaux-arts de Nancy, qui l'a reçu en legs de Madame Henri Galilée en 1965. La datation, incertaine ; 1906 ou 1907, est faite par rapprochement avec une œuvre similaire, conservée à la National Gallery of Art.

## Description
Le thème abordé, un pont de Paris, est récurrent dans l'œuvre de Marquet, et l'un des sujets qu'il a le plus traités. Il a peint quatre vues du Pont-Neuf représentant la rive gauche (vue depuis le quai des Orfèvres) : Le Pont-Neuf au Kiosque (1906), Paris , Le Pont-Neuf, temps de neige et  Vue du Pont-Neuf (Petit Bras) (c. 1906).
Cette vue particulière représente le Pont-Neuf en vue plongeante avec une perspective sur la rue Dauphine, le tout vu du quai des Orfèvres. Le pont, diagonale claire sur laquelle sont posées des ombres de passants plus sombres, équilibre la composition et fuit vers un soleil orange, seul élément coloré d'une peinture diluée aux tons gris légèrement bleutés, rosés ou verts. L'ambiance est brumeuse et révèle les reflets des immeubles dans l'eau de la Seine.